# Ralph Shove
Ralph Samuel Shove (Ospringe, Kent, 31 de maig de 1889 - North Kesteven, Lincolnshire, 2 de febrer de 1966) va ser un remer anglès que va competir a començaments del segle xx.
Estudià a la Uppingham School i posteriorment al Trinity College de la Universitat de Cambridge, on va destacar com a remer. El 1912 i 1913 va formar part de la tripulació de Cambridge a la Regata Oxford-Cambridge. Durant la Primera Guerra Mundial fou capità de la Royal Field Artillery a França, on fou ferit una vegada.
El 1920 va prendre part en els Jocs Olímpics d'Anvers, on va guanyar la medalla de plata en la prova del vuit amb timoner del programa de rem.